# Moldoveanu
Le Moldoveanu (signifiant « le Moldave », peut-être d'après les origines d'un berger d'alpage) est le sommet le plus élevé de la Roumanie. Il est situé dans les monts Făgăraș, qui appartiennent aux Alpes de Transylvanie. Son altitude est de 2 544 mètres.

## Géographie

Animation représentant le Moldoveanu en trois dimensions.

Le sommet Moldoveanu fait partie de l'immense bras du sud du Mont Moldoveanu, qui représente, en fait, un rameau du sommet Viștea Mare et qui, en sa portion finale, porte le nom de Culmea Ghițu (la Cime Ghițu).
À cause de hauts sommets situés autour de lui, il n'est visible que de la crête du massif de Făgăraș. Beaucoup d’autres sommets de la chaîne des montagnes de Făgăraș sont visibles de la dépression de Făgăraș, située au nord du massif.

## Tourisme
La ville la plus proche du Moldoveanu est Victoria, au nord. Le plus proche sommet a une altitude un peu inférieure : c'est le sommet Viștea Mare (2 527 mètres), à une distance de 421 mètres, c'est-à-dire à quelque 10–15 minutes de marche, comme indiqué sur le panneau situé à son sommet. On peut atteindre le côté sud du sommet Moldoveanu à partir du nord-ouest de Câmpulung, ou à partir du nord-est de Curtea de Argeș.